# Объединение имени Гельмгольца
Объединение немецких научно-исследовательских центров имени Гельмгольца (нем. Helmholtz-Gemeinschaft Deutscher Forschungszentren) — крупнейшая научно-исследовательская организация Германии. Объединяет 19 естественнонаучных, технических и медико-биологических исследовательских центров, в которых работают более 39 тыс. сотрудников (в том числе 14,7 тыс. учёных). Официальной задачей объединения является достижение долгосрочных научно-исследовательских целей государства и общества и сохранение и улучшение основ жизнедеятельности человека. Исследования концентрируются в шести областях науки и техники: энергетика; науки о Земле и окружающей среде; медицина; аэронавтика, космонавтика и транспорт; ключевые технологии; структура материи. Организация названа в честь немецкого физика и физиолога Германа фон Гельмгольца (1821—1894). Головной офис находится в Берлине. 

## Бюджет и персонал
Годовой бюджет (2018) составляет 4,56 млрд евро, из них приблизительно 70 % составляет институциональное финансирование от государства в лице федерального правительства и правительств федеральных земель (в отношении 9:1); оставшиеся 30 % поступают в научные центры организации от третьих лиц, в частности, в виде грантов и других видов конкурсного финансирования (от структур Евросоюза и т. д.). Количество публикаций сотрудников Объединения им. Гельмгольца в ведущих научных журналах (индексируемых ISI) составило 12 255 статей (2013). Ежегодно сотрудники регистрируют 300—400 патентов; передача технологий и сотрудничество с промышленностью приносит Обществу около 150 млн евро в год.

## Исследовательские центры

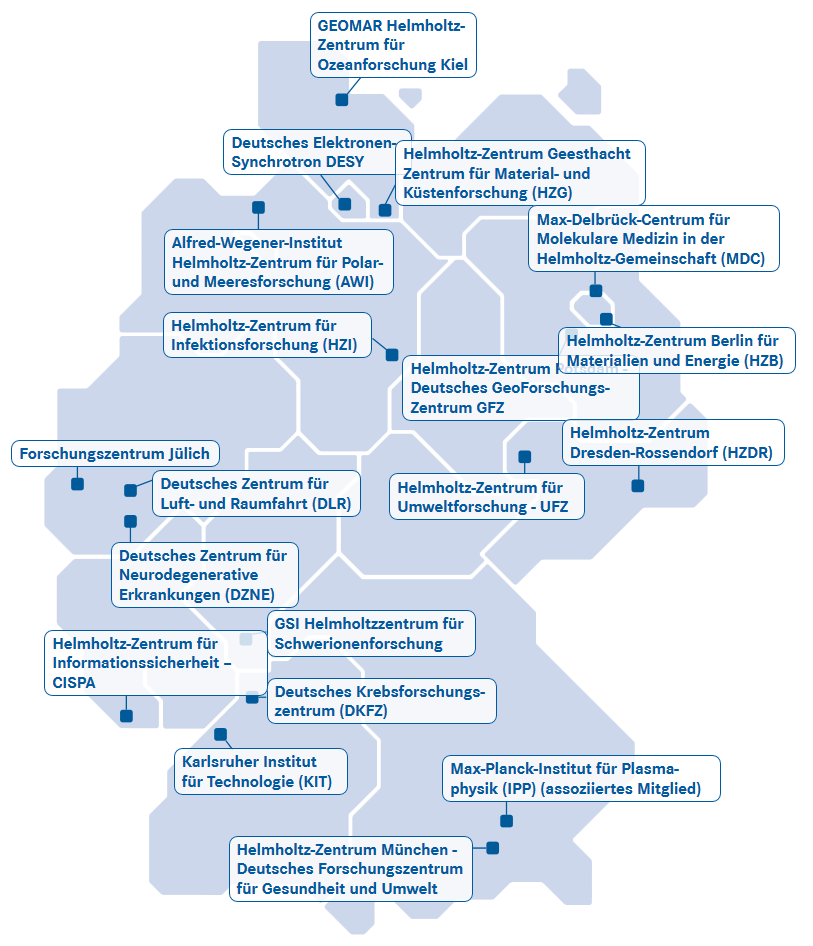
Карта исследовательских центров

Членами Объединения немецких научно-исследовательских центров имени Гельмгольца являются:
- Берлинский центр им. Гельмгольца по исследованию материалов и энергии (HZB)
- Германский авиационно-космический центр (DLR)
- Институт полярных и морских исследований им. Альфреда Вегенера (AWI)
- Институт физики плазмы им. Макса Планка (IPP)
- Исследовательский центр Юлих (FZJ)
- Мюнхенский центр им. Гельмгольца по исследованию окружающей среды и здоровья (HMGU)[нем.]
- Немецкий онкологический исследовательский центр (DKFZ)
- Немецкий центр исследования Земли (GFZ)
- Немецкий центр нейродегенеративных заболеваний (DZNE)
- Немецкий электронный синхротрон (DESY)
- Технологический институт Карлсруэ (KIT)
- Центр им. Гельмгольца Дрезден-Россендорф (HZDR)
- Центр им. Гельмгольца по исследованию инфекционных заболеваний (HZI)
- Центр им. Гельмгольца по исследованию окружающей среды (UFZ)[нем.]
- Центр им. Гельмгольца по исследованию тяжелых ионов (GSI)
- Центр материаловедения и исследования побережья им. Гельмгольца (HZG)[нем.]
- Центр молекулярной медицины им. Макса Дельбрюка (MDC)
- Центр океанических исследований имени Гельмгольца (GEOMAR)